# Alexander Bening
Pour les articles homonymes, voir Bening.
Alexander Bening appelé aussi Sanders Bening est un peintre enlumineur actif entre 1469 et 1519 en Flandre. Originaire de la ville de Gand, il est actif dans cette ville ainsi qu'à Bruges et Anvers.

## Biographie
Sa date de naissance est inconnue, mais d'après une mention contenue dans le Bréviaire Grimani, il pourrait être né vers 1444 à Gand. En effet, une signature du peintre, la seule existante, apparaît sur le Bréviaire Grimani (f.339v) daté de 1515 : « A.BE.NI.71 » qui pourrait signifier « A.(lexander) BE(ni)NC 71 », soit 71 ans. La première mention dans les archives à son propos est son inscription à la guilde de Saint-Luc en 1469, cautionné par Hugo van der Goes et Joos van Wassenhove. Il est d'ailleurs apparenté au premier, marié à Kathelijn van der Goes, sœur ou nièce d'Hugo. Sa sœur était la femme de Goswijn van der Weyden, petit-fils de Rogier. Alexander a deux fils, Simon Bening, peintre et enlumineur, et Paul Bening dont la carrière est inconnue.
Alexander est installé à Gand mais travaille sans doute régulièrement à Bruges, où il est inscrit à la guilde des peintres à partir de 1486. Il effectue aussi sans doute quelques missions à Anvers. Outre Hugo van der Goes, il a sans doute collaboré avec le Maître du Livre de prières de Dresde, Gérard David et bien sûr son fils Simon Bening.

## Œuvres attribuées

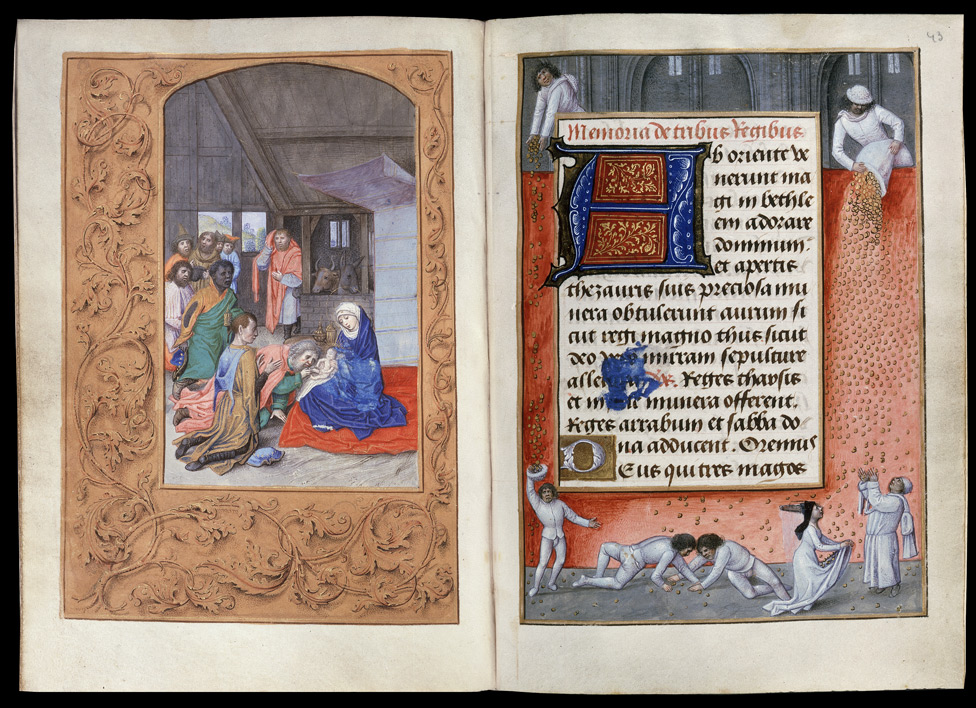
Heures Hastings, f.42v-43, L'Adoration des mages.

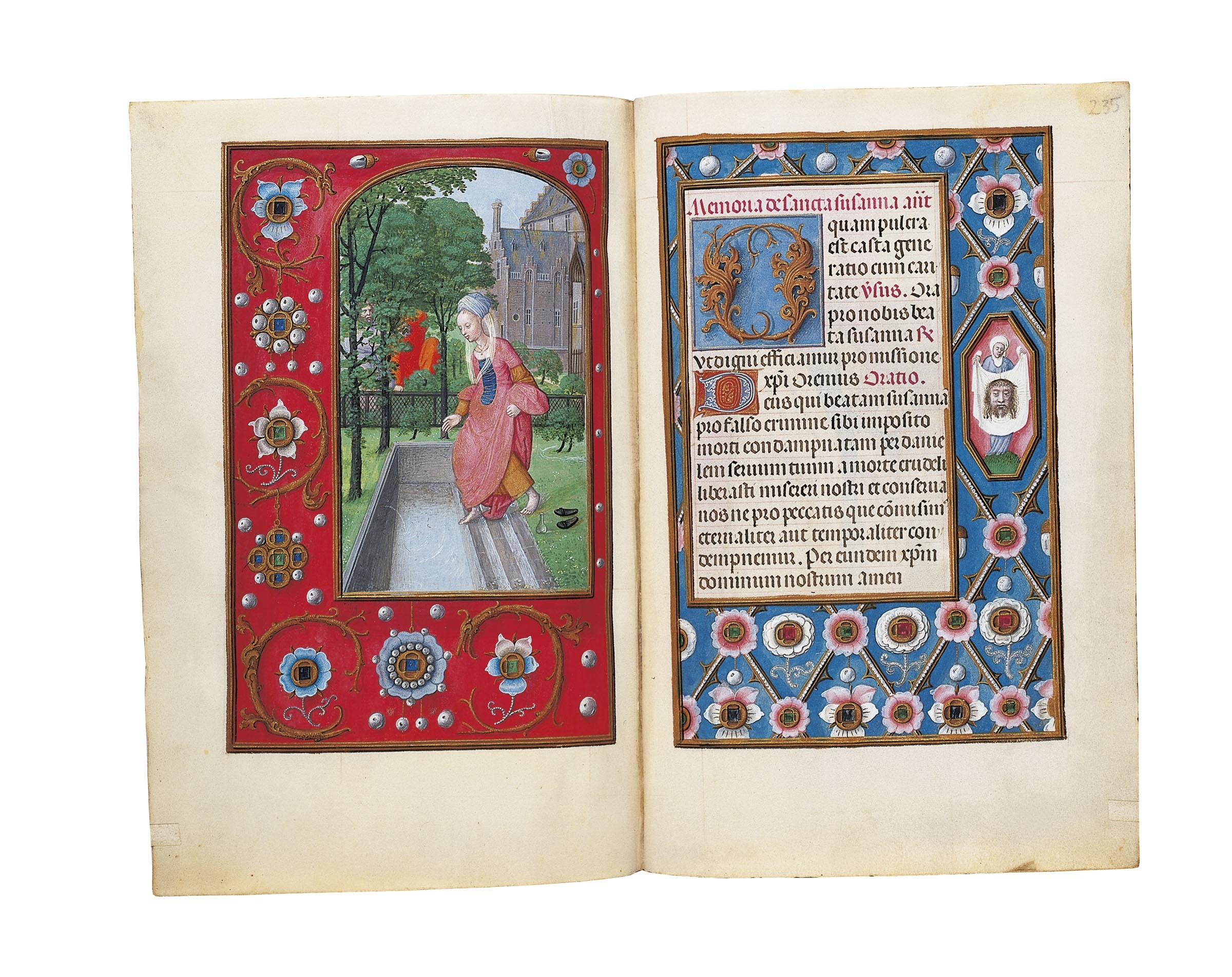
Livre de prières de Rothschild, Bethsabée au bain, f.234v.

Aucune œuvre ne lui étant attribuée par les sources historiques, seuls des éléments de style permettent de l'identifier. Certaines de ses œuvres ont parfois été regroupées sous le nom de convention de « Maître du Premier (ou de l'Ancien) Livre de prière de Maximilien ». Il a parfois aussi été assimilé au Maître du Boèce flamand mais cette hypothèse n'est plus retenue par les historiens d'art. 
- La Chronique des haulx et nobles princes de Clèves, entre 1472 et 1481, Bibliothèque d'État de Bavière, Ms. Gall.19
- Compilation de l'Abbaye du saint Esprit de Pierre de Luxembourg, Les Douze fleurs de tribulation et des Remèdes de Fortunes, vers 1475, Bibliothèque Bodléienne, Oxford, Ms. Douce 365
- Chroniques de Flandres, vers 1477, Holkham Hall, collections du duc de Leicester, Ms.659
- Légende de saint Adrien, vers 1477-1483, Bibliothèque nationale autrichienne, Vienne, Ms.s.n.2619
- Livre d'heures de William Hastings, avant 1483, British Library, Add.54782
- Livre d'heures de Philippe de Clèves, avant 1485, Bibliothèque royale de Belgique, ms. IV 40.
- Premier livre de prières de Maximilien d'Autriche, vers 1486, Bibliothèque nationale autrichienne, Ms.1907
- Heures de Louis Quarré, vers 1490, Bibliothèque Bodléienne, Oxford, Ms. Douce 311
- La Flora (Livre d'heures), vers 1498, compléments à un livre d'heures entamé par Simon Marmion en 1489, en collaboration avec notamment le Maître des Livres de prières vers 1500, Bibliothèque nationale de Naples, Ms.I.B.51
- Livre d'heures d'Isabelle la Catholique, vers 1504, Cleveland Museum of Art, 1963.256
- Livre d'heures, Bibliothèque d'État de Bavière, Munich, Cod. Lat. 28345
- Bréviaire Grimani, (en collaboration avec Simon Bening, Gerard Horenbout et Gérard David), vers 1510-1520,  Venise, Biblioteca Marciana, Cod. Lat. I, 99
- Livre de prières de Rothschild, en collaboration avec Gerard Horenbout, Gerard David et Simon Bening, vers 1510-1520, collection particulière
- Transfiguration et Pentecôte, dessins à la plume sur papier préparé, vers 1490-1500, musée Boijmans Van Beuningen, Rotterdam